# Huseyn Shaheed Suhrawardy
Vous lisez un « bon article » labellisé en 2018.
Huseyn Shaheed Suhrawardy (en ourdou حسین شہید سہروردی, en bengali হোসেন শহীদ সোহ্‌রাওয়ার্দী) est un homme d'État, né le 8 septembre 1892 à Midnapore et mort le 5 décembre 1963 à Beyrouth. Meneur politique de la Ligue musulmane avant la partition des Indes, il a été le Premier ministre du Pakistan du 12 septembre 1956 au 17 octobre 1957. Il est l'un des plus importants meneurs bengalis et est aujourd'hui honoré au Bangladesh.
Suhrawardy est issu d'une famille influente de Calcutta, capitale du Bengale. Après des études à Oxford et l'exercice du métier d'avocat, il rejoint la politique dans les années 1920 au sein du conseil municipal de Calcutta, dont il deviendra le vice-maire. Rejoignant la Ligue musulmane, il se bat pour les intérêts des musulmans bengalis et devient un membre important de cette formation. Il est ministre puis Premier ministre de la province de 1946 à 1947.
Après avoir échoué à faire valoir l'idée d'un Bengale indépendant, il arrive au Pakistan en 1949 puis rejoint la Ligue Awami, qui défend l'autonomie de la province. Personnalité importante au Pakistan oriental, il est ministre de la Justice de 1954 à 1955 puis Premier ministre entre 1956 et 1957, mais échoue à combler l'écart entre l'ouest et l'est du pays. S'opposant au régime militaire d'Ayub Khan qui prend le pouvoir en 1958, il est emprisonné en 1962 puis meurt d'une crise cardiaque en exil à Beyrouth.

## Famille et éducation
Huseyn Shaheed Suhrawardy est né le 8 septembre 1892 à Midnapore, ville du Bengale alors située dans le Raj britannique, d'une famille riche et influente. Sa mère Khujastha Akhtar Banu était une écrivaine ourdou et militante de l'éducation des filles et son grand-père maternel était un poète et pédagogue bien connu, directeur pendant de nombreuses années de la madrassa de Dacca. Son oncle Abdullah Al-Mamun Suhrawardy (1882-1935) a été l'un des fondateurs d'une société pan-islamique à Londres en 1905 puis s'est engagé en politique en Inde britannique. Son père a été avocat puis juge de la Haute Cour de Calcutta.
Suhrawardy suit son éducation primaire à domicile, où il est éduqué par sa mère et son oncle principalement. Il rejoint ensuite la madrassa de Calcutta (qui deviendra l'université d'Aliah). Il poursuit ses études au St. Xavier's College de Calcutta d'où il est diplômé en science. Il obtient ensuite un master en langue arabe à l'université de Calcutta en 1913 puis part en Angleterre pour intégrer l'université d'Oxford où il décroche un master en science politique puis un Bachelor of Civil Law en 1920. Il a également été formé au métier d'avocat (barrister) au Gray's Inn à partir de 1918.
En 1920, Suhrawardy rentre à Calcutta et commence à pratiquer en tant qu'avocat. Il se marie la même année avec Naiz Fatima, qui meurt deux ans plus tard. Le couple a eu un fils, Shahab, qui meurt en 1940 d'une pneumonie, et une fille,.

## Carrière politique

### Débuts
Suhrawardy commence sa carrière politique au début des années 1920 quand il est élu au sein du conseil municipal de Calcutta. Il est alors remarqué par les dirigeants locaux, notamment le vice-maire de la ville Chittaranjan Das qui est membre du parti Swaraj. Suhrawardy le remplace à ce poste dès 1924 alors que son mentor meurt l'année suivante. Il est élu au même moment membre à l'Assemblée législative du Bengale. À partir de 1926, il s'éloigne du parti Swaraj pour se rapprocher du mouvement Califat, qui représente la minorité musulmane et s'oppose au Congrès national indien dans les modalités de l'indépendance indienne. Il prend ensuite la direction de la section du mouvement à Calcutta et dénonce les résultats de la Commission Simon qu'il accuse de ne pas avoir pris en compte les revendications musulmanes.
Suhrawardy créé et dirige plusieurs organisations et conférences de musulmans du Bengale, afin de représenter leurs intérêts et réclamer une augmentation du quota de musulmans dans les assemblées représentatives locales, qui sont limités à 40 % depuis le pacte de Lucknow de 1916 alors qu'ils sont majoritaires au Bengale. Dès 1932, il se prononce en faveur de nations séparées pour les musulmans et hindous du sous-continent indien, provoquant la colère de dirigeants hindous du Bengale. En 1936, Suhrawardy fusionne ses organisations avec la Ligue musulmane dirigée par Muhammad Ali Jinnah, puis devient le président de la section bengalie de la ligue. Malgré son discours, pour le politologue français Christophe Jaffrelot, Suhrawardy reste avant tout un nationaliste bengali, mais aurait rejoint la Ligue musulmane « moins pour créer un État musulman que pour échapper à la domination des hindous ».

### Ligue musulmane

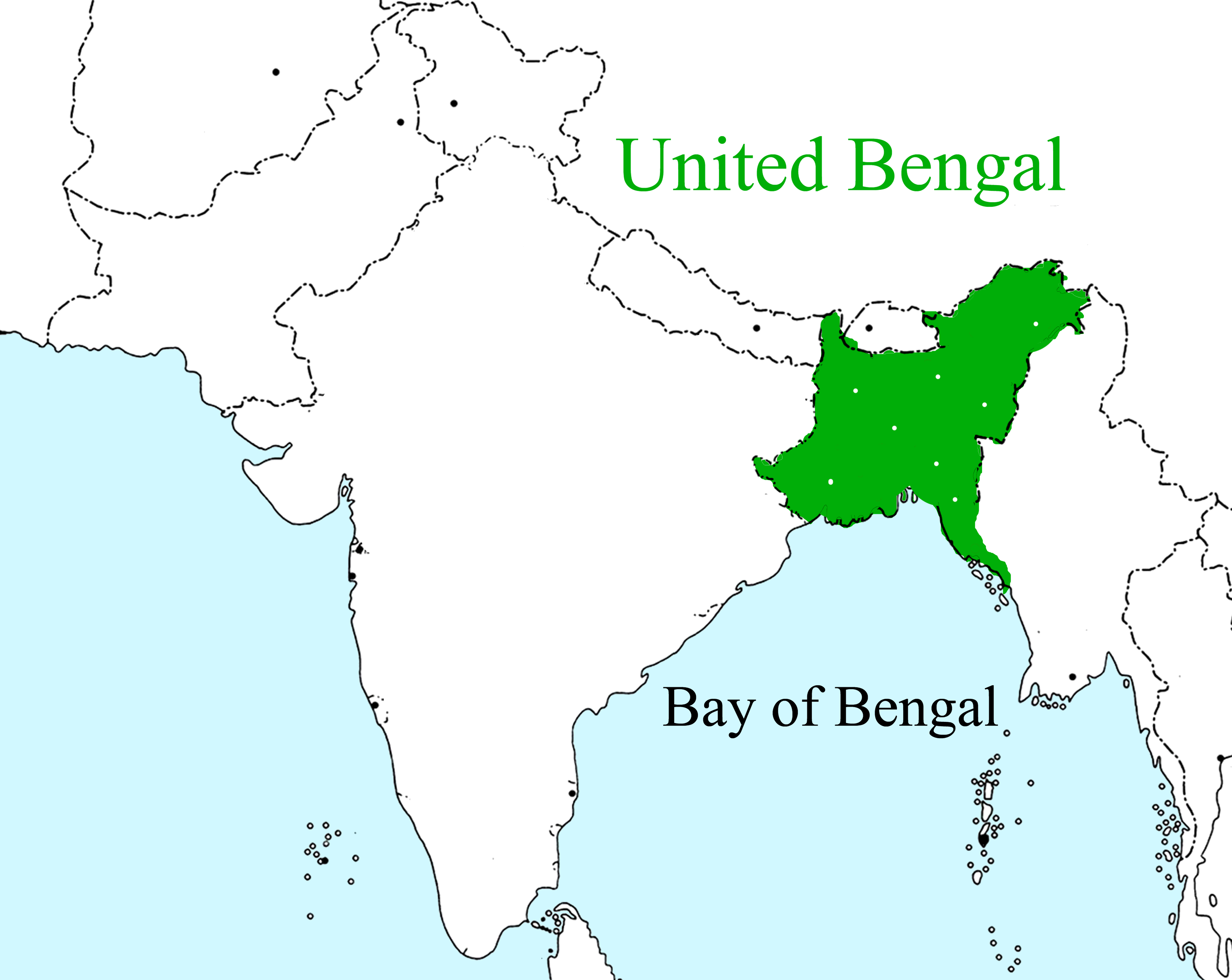
Proposition pour un Bengale unifié.

Suhrawardy est élu député lors des élections provinciales de 1937 et devient ministre du Travail et du Commerce dans le gouvernement du Premier ministre du Bengale Abul Kasem Fazlul Huq. En 1943, il est renouvelé dans le gouvernement provincial de Khawaja Nazimuddin au poste de ministre de l'approvisionnement. Il doit notamment faire face à une famine importante, qui fait entre deux et trois millions de morts de 1943 à 1944. Il est accusé par le vice-roi du Bengale Archibald Wavell d'en être l'un des responsables, du fait d'une mauvaise gestion et de détournement de fonds. Suhrawardy accuse cependant les autorités britanniques du manque d'approvisionnement en riz ainsi que les dirigeants hindous d'avoir voulu affamer des musulmans. La négligence des autorités britanniques est en effet largement documentée, dans le contexte de la Seconde Guerre mondiale où l'approvisionnement des militaires est prioritaire. 
Habile orateur, il parvient à gagner en influence dans la province où il défend avec la Ligue musulmane devenue majoritaire la création d'un pays pour les musulmans : le Pakistan. Le 23 avril 1946, il remplace Nazimuddin et devient Premier ministre du Bengale, alors que son prédécesseur part pour Delhi. Muhammad Ali Bogra devient son ministre des Finances. Son mandat est marqué par les violences qui éclatent entre musulmans et hindous en août 1946 à Calcutta et font au moins 5 000 morts, en marge d'un mouvement de protestations de la Ligue musulmane. Suhrawardy a alors été accusé, par ses opposants mais aussi des historiens, d'être responsable des émeutes alors qu'il était le meneur des protestations. Il aurait notamment harangué ses partisans avec des discours enflammés et n'aurait pas cherché à empêcher les affrontements,,,. 
En avril 1947, à l'approche de l'indépendance, Suhrawardy défend l'idée d'un Bengale unifié et indépendant tant de l'Inde que du Pakistan, alors qu'une partition signifierait qu'il doit quitter Calcutta qui se retrouverait au Bengale occidental. Il parvient à s'assurer le soutien de la plupart des dirigeants bengalis de la Ligue musulmane, dont Bogra, Abul Hashim et pendant un temps Nazimuddin. Muhammad Ali Jinnah ne s'oppose pas à des négociations en ce sens, à condition que le Pendjab ne soit également pas divisé et se retrouve au Pakistan. Toutefois, les Bengalis font face à l'opposition des meneurs du Congrès national indien et les dirigeants de l'Assam choisissent de rester en Inde. Le 3 juin 1947, les musulmans et hindous s'entendent sur un plan de partition du Bengale suivant les fractures religieuses. Le 15 août 1947, l'Inde et le Pakistan accèdent à l'indépendance à la suite d'une sanglante partition, notamment au Bengale qui assiste à d'importants mouvements de population.

### Pakistan

#### Ministre

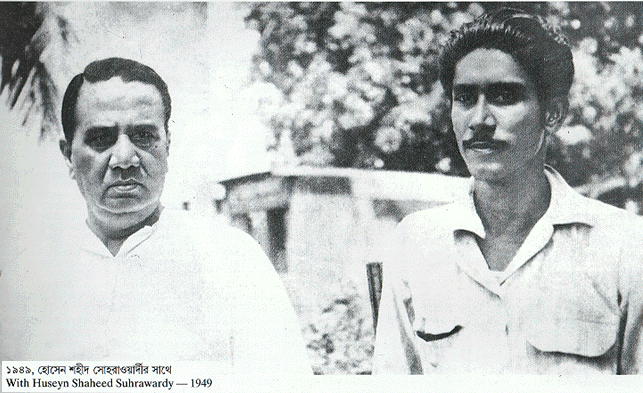
Suhrawardy avec le meneur bengali Sheikh Mujibur Rahman.

Avec l'accès à l'indépendance du Pakistan dans la nuit du 14 au 15 août 1947, Suhrawardy perd son poste de dirigeant local, étant remplacé par son prédécesseur Khawaja Nazimuddin qui devient ministre en chef de la nouvelle province du Bengale oriental, unique composante de la partie orientale du nouveau pays. Lors de la partition des Indes, Suhrawardy n'a pas suivi la plupart de ses compatriotes musulmans et reste dans sa ville natale de Calcutta qui se trouve en Inde. Défendant l'unité du Bengale, il est expulsé de la Ligue musulmane et empêché de rejoindre le Pakistan,. Il ne rejoint le nouveau pays qu'en 1949 et fonde un parti à Karachi, qu'il soude peu de temps après avec la Ligue Awami fondée cette année au Bengale et présidée par Bhashani en opposition à la Ligue musulmane et qui s'oriente clairement vers la défense des Bengalis. Défendant l'autonomie du Bengale oriental, il critique alors Nazimuddin qui est devenu Premier ministre du Pakistan. En 1953, il contribue à former un Front uni qui réunit plusieurs partis d'opposition au Bengale oriental et est mené par Abul Kasem Fazlul Huq. En 1954, celui-ci remporte un large succès aux élections qui se tiennent dans la région, avec 228 sièges contre 7 pour la Ligue musulmane. 
Fort de ce succès, Suhrawardy est nommé ministre de la Justice dans le gouvernement du nouveau Premier ministre Muhammad Ali Bogra le 20 décembre 1954, grâce au soutien du gouverneur général Malik Ghulam Muhammad. Il est alors notamment chargé d'avancer dans la rédaction de la première Constitution du Pakistan, qui piétine depuis 1947. Il met surtout en place le programme « One Unit », qui vise à souder toutes les provinces du Pakistan occidental en une seule, et de renommer le Bengale oriental en Pakistan oriental, afin d'assurer en théorie une meilleure représentation et équité entre les deux parties du pays. Le 5 août 1955, le Bengali Iskander Mirza devient gouverneur général et Suhrawardy fait partie des favoris pour devenir Premier ministre. Cependant, Mirza choisit Chaudhry Muhammad Ali afin d'assurer l'équilibre entre les deux parties du pays dans le couple exécutif. Il n'est même pas investi dans le gouvernement alors que son rival Fazlul Huq devient ministre de l'Intérieur. Suhrawardy prend alors la tête de l'opposition à l'Assemblée,.

#### Premier ministre

##### Politique intérieure
Alors que la première Constitution du Pakistan est adoptée le 23 mars 1956, Iskander Mirza nomme finalement Suhrawardy au poste de Premier ministre le 12 septembre, en remplacement de Chaudhry Muhammad Ali. Il est à la tête d'un gouvernement de coalition entre sa ligue Awami et le Parti républicain, plaçant la Ligue musulmane dans l'opposition pour la première fois dans l'histoire du pays. Il estime alors que l'autonomie qu'il souhaite pour le Pakistan oriental est « complète à 98 % ». Le 22 avril 1957, il réussit à achever une réforme institutionnelle qui abolit le système d'électorats séparés sur des bases religieuses, hérité du régime britannique. La réforme était soutenue par le Bengale et les minorités religieuses, mais combattue par le Pakistan occidental et les partis islamistes notamment,,.
Durant son mandat, Suhrawardy tente aussi de corriger les fortes disparités économiques entre les deux parties du pays, ainsi que le sentiment d'exclusion grandissant au Bengale. Il y réoriente notamment les aides américaines au développement de 10 millions de dollars dans le but de soutenir l'industrie bengalie et établit une administration chargée d'y contrôler les échanges commerciaux. Il doit cependant faire face à des groupes de pression du Pakistan occidental qui contestent cette nouvelle politique tournée vers l'est,, ainsi qu'à des grèves dans les grandes villes de l'ouest. Il tente aussi d'établir une planification économique. Dans le but de développer le pays, il crée également la Commission pakistanaise de l'énergie atomique à la fin de l'année 1956 alors que le pays fait face à un manque de production d'électricité. Il ne parvient cependant pas à obtenir des résultats sur ces initiatives, alors que son mandat ne durera que treize mois.

##### Politique étrangère

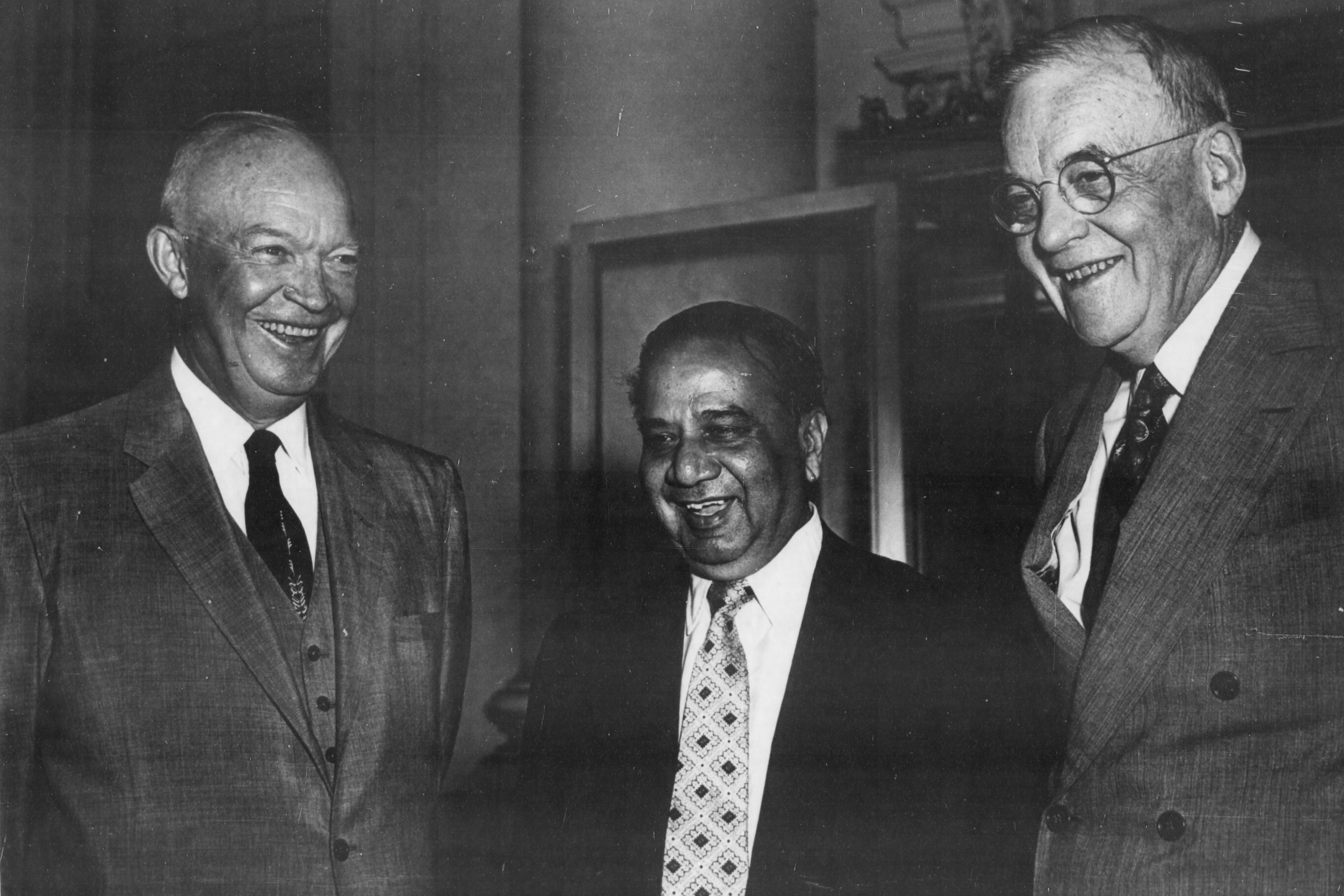
Suhrawardy rencontre le président américain Dwight D. Eisenhower, en juillet 1957.

Sur le plan de la politique étrangère, Suhrawardy entend établir une alliance stratégique avec les États-Unis et renforcer les relations avec la Chine populaire. Concernant cette dernière, il effectue un déplacement officiel à Pékin en octobre 1956 pour rencontrer son homologue chinois Zhou Enlai. Il établit notamment la première ambassade pakistanaise à Pékin. En décembre, il reçoit le Premier ministre chinois à Karachi,. 
Suhrawardy essaie surtout de renforcer les liens avec les États-Unis, alors qu'il est largement considéré comme pro-américain, à l'inverse de certains des membres prééminents de son parti la ligue Awami comme Bhashani,. Le 10 juillet 1957, il rend visite au président américain Dwight D. Eisenhower à la Maison-Blanche et lui assure la coopération militaire du Pakistan, laissant notamment entrevoir l'ouverture d'une base aérienne pour les forces américaines. En échange, les États-Unis attribuent au Pakistan une aide militaire de près de deux milliards de dollars, dans le but d'acheter du matériel américain : Lockheed F-104 Starfighter et M48 Patton.

##### Démission
Alors que Suhrawardy échoue à combler la disparité entre les deux parties du pays, l'Assemblée du Pakistan oriental passe une résolution le 3 avril 1957 pour demander une complète autonomie pour la province. De plus, l'ouest du pays conteste la forte redirection des aides vers l'est, le Premier ministre étant donc attaqué sur les deux fronts. Comme son prédécesseur Khawaja Nazimuddin, il entre en conflit avec le chef de l’État. Alors que ses relations s'aggravent avec le président Iskander Mirza, le Premier ministre demande une convocation de l'Assemblée nationale où il dispose encore d'une majorité afin d'obtenir un vote de confiance. Cependant, dans sa conception de la pratique constitutionnelle, le président n'accepte pas de considérer le gouvernement responsable devant l'Assemblée et refuse sa convocation afin qu'elle ne puisse confirmer son soutien à Suhrawardy. Le 11 octobre 1957, il est poussé à la démission par le président. 

#### Opposition au pouvoir militaire

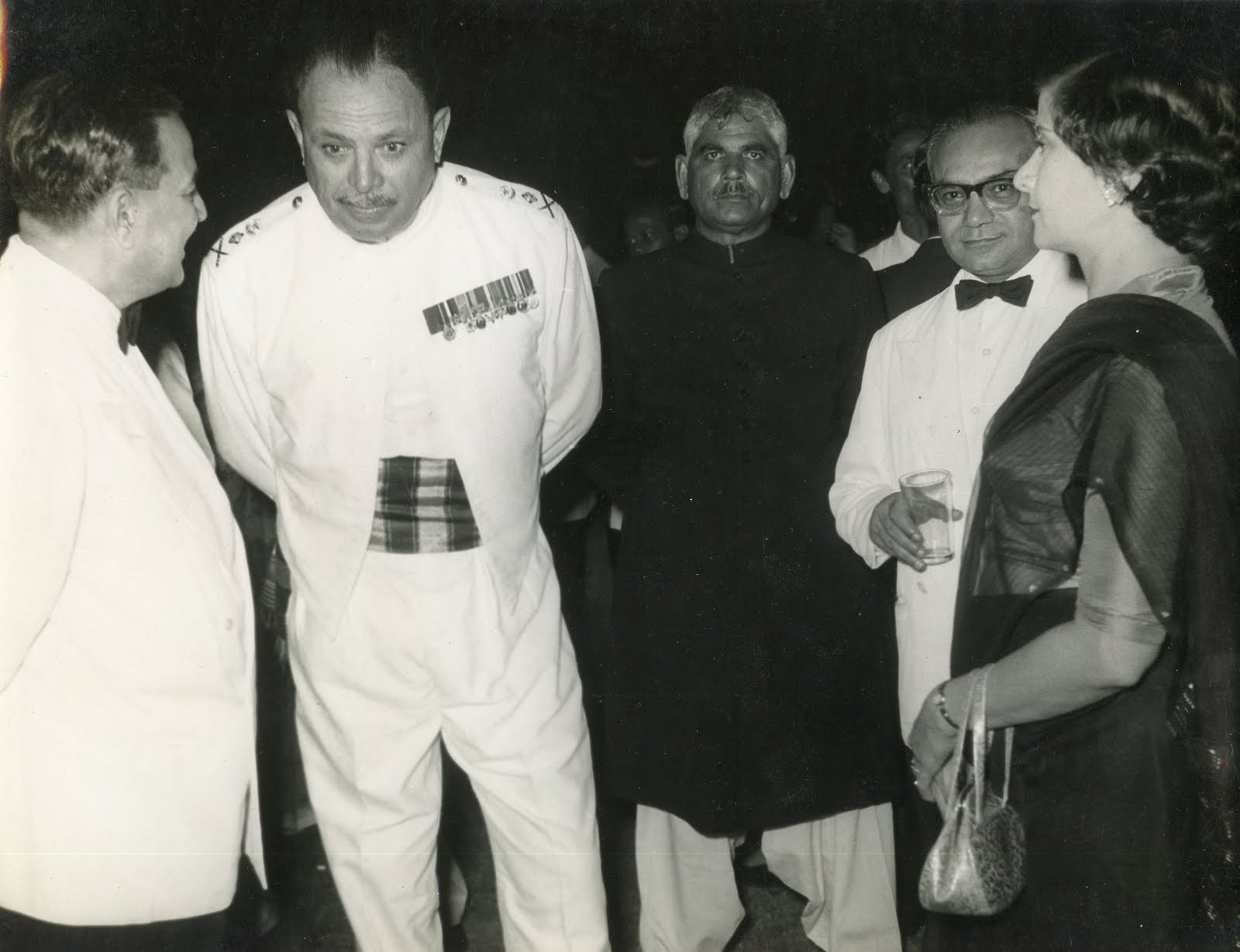
Suhrawardy tout à gauche, accompagné du chef de l'armée Ayub Khan.

Suhrawardy est remplacé par Feroz Khan Noon, qui lui aussi tente d'être autonome du président Mirza. Suhrawardy accorde alors à ce nouveau gouvernement un soutien passif, mais refuse de devenir ministre. Toutefois, une crise politique éclate en mars 1958 au Pakistan oriental quand le gouverneur refuse de prolonger l'Assemblée provinciale sur la demande du ministre en chef Ataur Rahman Khan. Le gouverneur est cependant démis de ses fonctions par Iskander Mirza, entérinant la prolongation de l'Assemblée. En octobre 1958, Mirza mène conjointement avec le chef de l'armée pakistanaise Muhammad Ayub Khan un coup d’État, renversant le Premier ministre, interdisant les partis politiques et imposant la loi martiale,. En 1959, Suhrawardy est inculpé par le pouvoir militaire pour « corruption » parmi 150 anciens ministres. À partir de 1960, il est également interdit par le pouvoir de se présenter à une élection pour six ans. 
Suhrawardy s'oppose au pouvoir militaire et fait pression avec l'opposition en faveur de la réautorisation des partis politiques. Il est arrêté par le pouvoir militaire le 30 janvier 1962 à Karachi et placé en prison en vertu d'un texte issu de la loi martiale, qui autorise les autorités à l'enfermer jusqu'à un an sans procès,. Ayub Khan l'accuse notamment d'avoir comploté contre l’État et de nuire à l'intégrité du pays. Il est finalement libéré le 19 août 1962 et accueilli par une foule venue le soutenir à Dacca. Les partis politiques étant de nouveau autorisés, il participe en 1962 à la fondation du Front démocratique national, qui regroupe notamment la Ligue Awami et la Jamaat-e-Islami. Il part toutefois en exil pour le Liban pour suivre un traitement médical.

## Mort et héritage

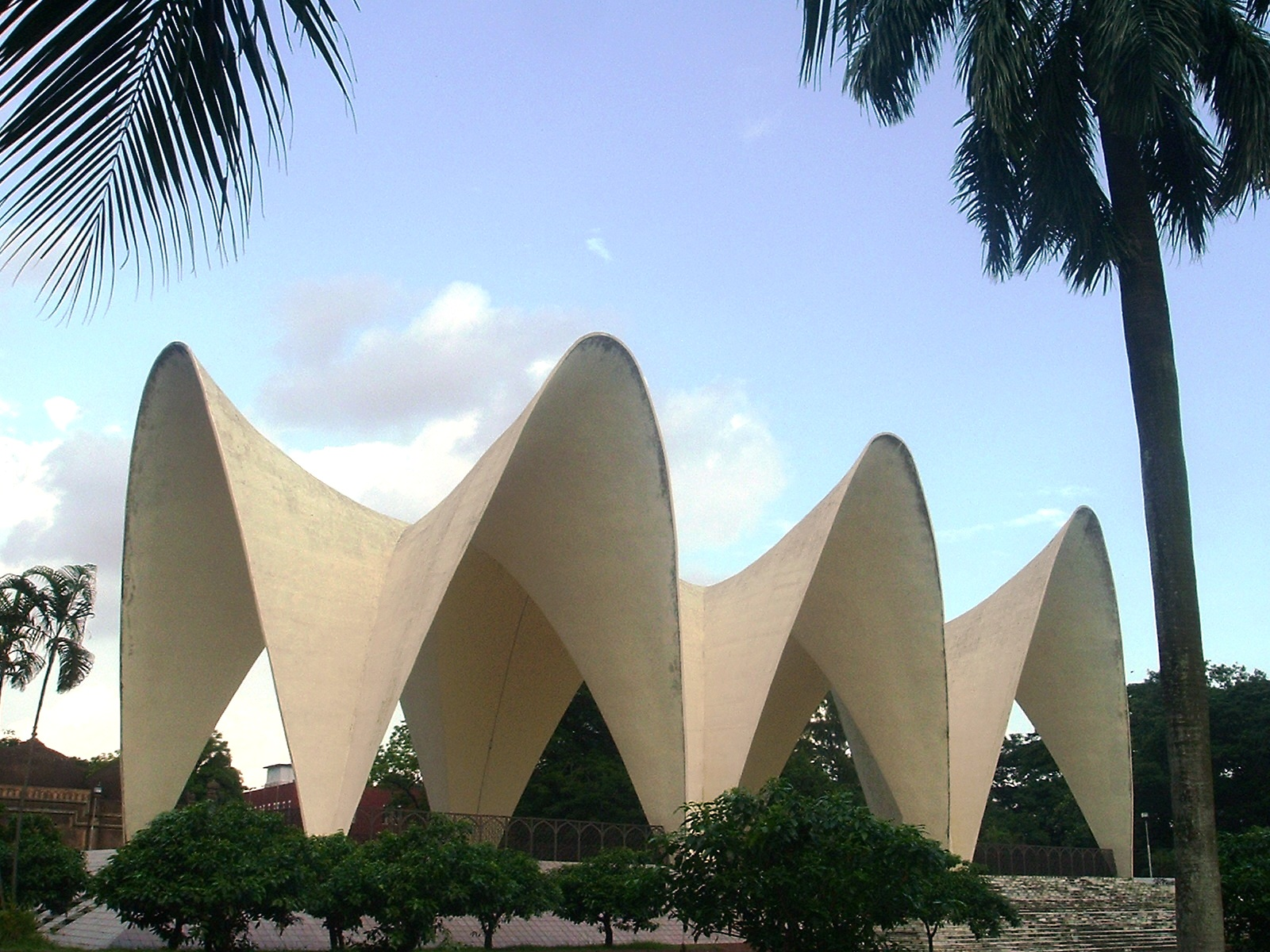
Le « tombeau des trois leaders » à Dacca.

Shaheed Suhrawardy meurt le 5 décembre 1963 à Beyrouth d'une crise cardiaque, à l'âge de 71 ans, alors qu'il souffrait du cœur depuis plusieurs années. Il est enterré à Dacca auprès de ses deux camarades politiques Abul Kasem Fazlul Huq mort en 1962 et Khawaja Nazimuddin mort en 1964. Des rumeurs d'empoisonnement se sont répandues peu après sa mort, mais aucune preuve n'a été apportée en ce sens. Pour le journal bangladais The Daily Star, son séjour en prison l'a durablement affecté.
Huseyn Shaheed Suhrawardy est une figure politique marquante, célébrée comme un héros national au Bangladesh, créé en 1971 à partir du Pakistan oriental. Il est en effet considéré comme le mentor politique de Mujibur Rahman, qui sera le père de la nation bangladaise. Celui-ci lui attribue d'ailleurs dès 1964 la volonté d'avoir voulu créer un Bengale indépendant en 1947. The Daily Star le qualifie même d'« icône de la démocratie », louant son rôle dans la lutte contre le premier régime militaire du Pakistan et sa défense des Bengalis. Pour le journal, le destin du pays aurait pu être différent s'il avait pu poursuivre son opposition au régime. Son rôle dans les émeutes meurtrières de 1946 à Calcutta hante toutefois son héritage. Sa tentative d'unir le Bengale dans une seule nation a été affaiblie par ces violences qui ont causé l'hostilité des Hindous et lui a valu des accusations de trahison de la part du Pakistan.